# Lev Poprad
HC Lev Poprad var en professionell ishockeyklubb som var baserad i Poprad i Slovakien. Klubben spelade en säsong (2011/2012) i Kontinental Hockey League.

## Historia
Laget hette ursprungligen Lev Hradec Králové och var baserat i Hradec Králové i Tjeckien. Klubben var planerad att ansluta till KHL för säsongen 2010/2011, vilket klubben även uppfyllde alla nödvändiga villkor för, dock vägrade det tjeckiska ishockeyförbundet att ge tillstånd till klubben.
På grund av detta beslutade Levs ledning att flytta klubben till Slovakien, varefter klubben accepterades av KHL:s styrelse att delta i ligan från och med säsongen 2010/2011. Senare uteslöt dock KHL-laget ur ligan för säsongen 2010/2011 eftersom laget inte var anslutet till något nationellt ishockeyförbund.
Efter ytterligare insatser, bland annat att ansluta sig till Slovakiska Ishockeyförbundet (SZĽH), blev HC Lev officiellt antagen till KHL i maj 2011. Från säsongen 2011/2012 säsongen kommer laget att spela i Bobrov-divisionen i KHL, medan deras juniorlag, Tatranští vlci (Tatravargarna), kommer att spela i Minor Hockey League (MHL). Under tiden kommer HK Poprad fortsätta spela i slovakiska Extraliga matcher i samma arena.

## Säsongen 2011/2012
Levs ordinarie säsong startade den 10 september 2011 med en match hemma mot Avangard Omsk.
Efter en säsong i KHL stoppas HC Lev Poprad från vidare spel och är för närvarande inte aktivt sedan säsongen 2012/2013. Laget ersattes av det till namnet liknande laget HC Lev Praha.

### Spelartrupp
Senast uppdaterad: 26 februari 2012
| Målvakter | Målvakter | Målvakter           | Målvakter         | Målvakter | Målvakter               |
| Nr        |           | Spelare             | Födelsedatum      | Värvad    | Senaste lag             |
| --------- | --------- | ------------------- | ----------------- | --------- | ----------------------- |
| 50        | Slovakien | Ján Laco            | 1 december 1981   | 2011      | HK Nitra                |
| 1         | Tjeckien  | David Marek         | 15 februari 1991  | 2011      | HK 36 Skalica U20       |
| Backar    |           |                     |                   |           |                         |
| Nr        |           | Spelare             | Födelsedatum      | Värvad    | Senaste lag             |
| 7         | Sverige   | Alexander Hellström | 17 april 1987     | 2011      | HK Sibir Novosibirsk    |
| 9         | Tjeckien  | Jiří Hunkes         | 31 juli 1984      | 2011      | Bílí Tygři Liberec      |
| 88        | Tjeckien  | Bohumil Jank        | 6 juli 1992       | 2011      | Tigres de Victoriaville |
| 25        | USA       | Grant Lewis         | 20 januari 1985   | 2011      | Milwaukee Admirals      |
| 24        | Slovakien | Branislav Mezei     | 8 oktober 1980    | 2011      | HC Pardubice            |
| 5         | Kanada    | Jonathan Sigalet    | 12 februari 1986  | 2011      | Springfield Falcons     |
| 77        | Slovakien | Martin Štrbák (A)   | 15 januari 1975   | 2011      | OHK Dynamo Moskva       |
| Forwards  |           |                     |                   |           |                         |
| Nr        |           | Namn                | Födelsedatum      | Värvad    | Senaste lag             |
| 23        | Slovakien | Ľuboš Bartečko (C)  | 14 juli 1976      | 2011      | Modo Hockey             |
| 14        | Tjeckien  | Martin Chabada      | 14 juni 1977      | 2011      | Södertälje SK           |
| 18        | Ungern    | Karol Csanyi        | 24 januari 1991   | 2011      | Tatranski Vlci          |
| 12        | Sverige   | Karl Fabricius      | 29 september 1982 | 2011      | Luleå HF                |
| 21        | Slovakien | Rudolf Huna         | 27 maj 1980       | 2011      | HC Vítkovice Steel      |
| 51        | Sverige   | Emil Lundberg       | 11 januari 1982   | 2011      | HK SKP Poprad           |
| 20        | Tjeckien  | Jakub Matai         | 9 maj 1993        | 2011      | HC Litvinov             |
| 61        | Slovakien | Richard Mraz        | 19 februari 1993  | 2011      | HK Nitra                |
| 13        | Tjeckien  | Václav Nedorost     | 16 mars 1982      | 2011      | Metallurg Nowokusnezk   |
| 10        | Tjeckien  | Štěpán Novotný      | 21 september 1990 | 2011      | Swift Current Broncos   |
| 57        | Tjeckien  | Jaroslav Sarsok     | 17 maj 1990       | 2011      | HC Ceske Budejovice U20 |
| 64        | Tjeckien  | Jiří Sekáč          | 10 juni 1992      | 2011      | Youngstown Phantoms     |
| 11        | Slovakien | Rastislav Špirko    | 21 juni 1984      | 2011      | HC Pardubice            |

### Senare övergångar
senaste uppdaterad 20 augusti
In:
- Evgeny Korotkov från CSKA Moskva
- Lubos Bartecko från Modo Hockey
- Karel Pilar från CSKA Moskva
- Karl Fabricius från Luleå HF
- Ladislav Nagy från Modo Hockey
- Grant Lewis från Milwaukee Admirals
- Jonathan Sigalet från Springfield Falcons
- Dan DaSilva från Worcester Sharks